# Ocyale
Ocyale Audouin, 1826 è un genere di ragni appartenente alla famiglia Lycosidae.

## Distribuzione
Le 12 specie note di questo genere sono state reperite in Africa, Asia meridionale e Perù.

## Tassonomia
Considerato un sinonimo anteriore di Hippasosa Roewer, 1960 a seguito di un lavoro degli aracnologi Alderweireldt & Jocqué del 2005 sugli esemplari tipo Hippasosa pilosa Roewer, 1960.
La specie tipo è Ocyale atalanta Audouin, 1826; questi esemplari però, a seguito di un lavoro dell'aracnologo Alderweireldt del 1996, sono da considerarsi nomina dubia per cui, in attesa di ulteriori studi su questo genere, al 2017 non vi sono esemplari tipo di riferimento.
Non sono stati esaminati esemplari di questo genere dal 2015.
Attualmente, a luglio 2017, si compone di 12 specie:
1. Ocyale dewinterae Alderweireldt, 1996 — Malawi, Namibia
2. Ocyale discrepans Roewer, 1960 — Etiopia
3. Ocyale fera Strand, 1908 — Madagascar
4. Ocyale grandis Alderweireldt, 1996 — Togo, Congo, Namibia
5. Ocyale guttata (Karsch, 1878) — dalla Tanzania al Sudafrica
6. Ocyale huachoi (Mello-Leitão, 1942) — Perù
7. Ocyale kalpiensis Gajbe, 2004 — India
8. Ocyale kumari Dyal, 1935 — Pakistan
9. Ocyale lanca (Karsch, 1879) — Sri Lanka
10. Ocyale pelliona (Audouin, 1826) — Africa settentrionale
11. Ocyale pilosa (Roewer, 1960) — dall'Africa occidentale alla Birmania
12. Ocyale qiongzhongensis Yin & Peng, 1997 — Cina

### Sinonimi
- Ocyale natalica (Roewer, 1960); trasferita dal genere Hippasa e posta in sinonimia con O. guttata (Karsch, 1878) a seguito di uno studio degli aracnologi Alderweireldt & Jocqué del 2005[2].
- Ocyale neatalanta Alderweireldt, 1996; posta in sinonimia con O. pilosa (Roewer, 1960) a seguito di uno studio degli aracnologi Alderweireldt & Jocqué del 2005.
- Ocyale spissa (Bösenberg & Lenz, 1895); posta in sinonimia con O. guttata (Karsch, 1878) a seguito di un lavoro di Alderweireldt del 1996.

### Specie trasferite
- Ocyale oraria (L. Koch, 1876); trasferita al genere Tetralycosa Roewer, 1960[2].

### Nomen dubium
- Ocyale atalanta Audouin, 1826; esemplare femminile rinvenuto in Africa settentrionale, a seguito di un lavoro dell'aracnologo Alderweireldt del 1996 è da ritenersi nomen dubium[2].
- Ocyale conspersa Karsch, 1879e; esemplare juvenile reperito in Africa occidentale, ritenuto da ascrivere al genere Pisaura da un lavoro dell'aracnologo Simon (1886g), a seguito di un lavoro dell'aracnologo Alderweireldt del 1996 è da considerarsi nomen dubium.
- Ocyale ingenua (Karsch, 1879a); esemplare juvenile reperito in Africa occidentale e originariamente ascritto al genere Lycosa, trasferito qui dall'aracnologo Simon (1886g), a seguito di un lavoro dell'aracnologo Alderweireldt del 1996 è da considerarsi nomen dubium. (da rilevare considerazioni formulate da Roewer a pag.817 del suo lavoro (1960d)).
- Ocyale maculata (L. Koch, 1875b); esemplari femminili rinvenuti in Etiopia e originariamente attribuiti al genere Lycosa; trasferiti qui al seguito di uno studio dell'aracnologo Strand (1908k), a seguito di un lavoro dell'aracnologo Alderweireldt del 1996 è da considerarsi nomen dubium. (da rilevare considerazioni formulate da Roewer a pag.817 del suo lavoro (1960d)).
- Ocyale spissides Strand, 1908k; esemplare maschile rinvenuto in Africa orientale, a seguito di un lavoro di Alderweireldt del 1996 è da ritenersi nomen dubium.